# Слободан Милутиновић
Слободан Милутиновић — Адреналин (Београд, 1959) српски је графичар, дизајнер и стрипар.
Завршио је Средњу школу на дизајн и студирао историју уметности на Филозофском факултету у Београду. Од 1986. објављује у периодици Србије и Хрватске: Студент, Младост, Патак, Графичка завера...
Излагао је на самосталним и групним изложбама. Члан је Удружења стрипских уметника Србије.